# Oktoberfest (Blumenau)
A Oktoberfest de Blumenau é um festival de tradições germânicas que ocorre na cidade de Blumenau em Santa Catarina durante o mês de outubro. Ela é uma das celebrações que surgiram no mundo similares à Oktoberfest de Munique, na Alemanha.
Em alemão, "Oktober" significa outubro, e "Fest", festa ou festival. No Brasil além das que ocorrem em Blumenau, as Oktoberfest ocorrem também em  Itapiranga em Santa Catarina, em Marechal Cândido Rondon, Pato Bragado e Rolândia no Paraná, em Igrejinha, Santa Cruz do Sul e São Lourenço do Sul (Südoktoberfest) no Rio Grande do Sul, São Paulo em São Paulo e entre outras cidades. Em Santa Catarina também existem outras inúmeras festas alemãs no mês de outubro, como a "Fenarreco" em Brusque, a Bierfest em Joinville, a Schützenfest em Jaraguá do Sul, Kerbfest em Cunha Porã e a Kegelfest em Rio do Sul.
É considerada uma das maiores festas alemãs das Américas, a maior festa germânica do Brasil, e é uma das maiores Oktoberfest do mundo, junto da Oktoberfest de Kitchener-Waterloo no Canadá e atrás da original de Munique. A Oktoberfest de Blumenau é realizada no Parque Vila Germânica, localizado no bairro da Velha, com duração de 18 dias.

## História

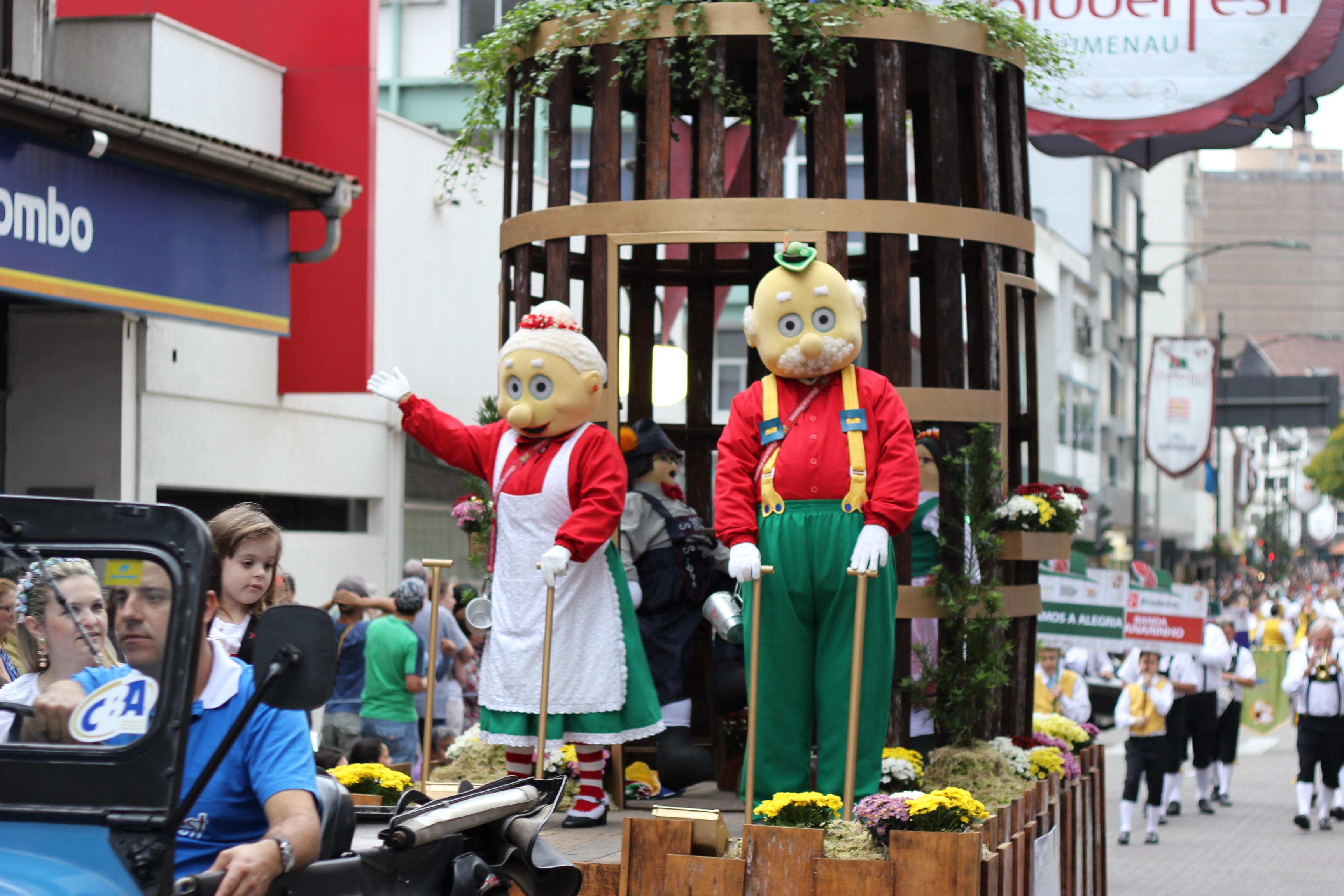
"Vovô e Vovó Chopão" num carro alegórico em um desfile durante a Oktoberfest de Blumenau

A Oktoberfest de Blumenau foi criada em 1984, depois da cidade ter sofrido uma forte enchente do Rio Itajaí-Açu que corta a cidade, com o objetivo de recuperar a economia e levantar a moral dos habitantes da cidade. Antes, mesmo disso, já era pretendida por empresários da indústria e comércio da cidade a criação desta festa nos moldes da de Munique, mas a enchente foi um fato marcante para o seu início efetivo. Desde a primeira edição foi um sucesso, mantendo-se até hoje com um público médio de 700 mil por ano. Durante o evento acontecem os desfiles de danças típicas (Tanzgruppen), grupos de tiro (Schützenvereine), canto, trajes típicos e culinária alemã e as apresentações de Grupos de dança folclórica germânica (Volkstanzgruppe). O Fritz e a Frida são os personagens típicos do alemão e da alemã. A Vovó Chopão e o Vovô Chopão são personagens símbolos oficiais da festa.

## Eventos

### Rainha daOktoberfest

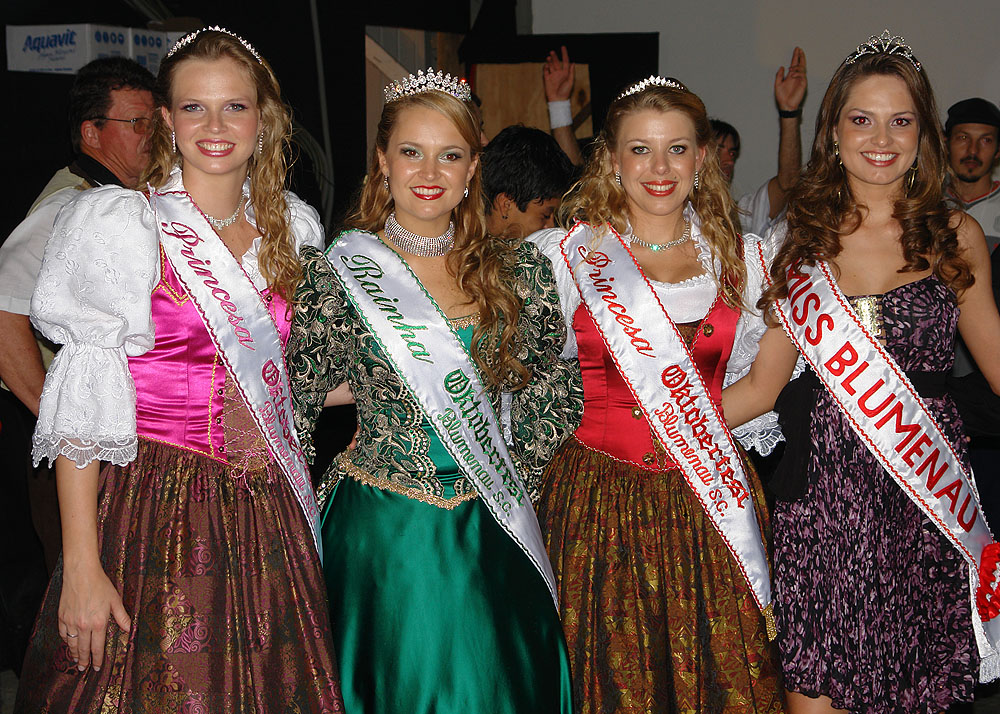
Rainha e Princesas da Oktoberfest e a Miss Blumenau

Todo ano é escolhida uma "Rainha da Oktoberfest". São 10 candidatas, que usando roupas típicas devem competir nos quesitos postura; desenvoltura na passarela; capacidade de comunicação; beleza e simpatia. Caso haja mais de dez candidatas, é feita uma pré-seleção. são classificadas as 3 primeiras, em 1º lugar é eleita a rainha da Oktoberfest, seguida da 1ª e 2ª Princesas da Oktoberfest.[carece de fontes?]

### Concurso Nacional de Tomadores de Chope em Metro

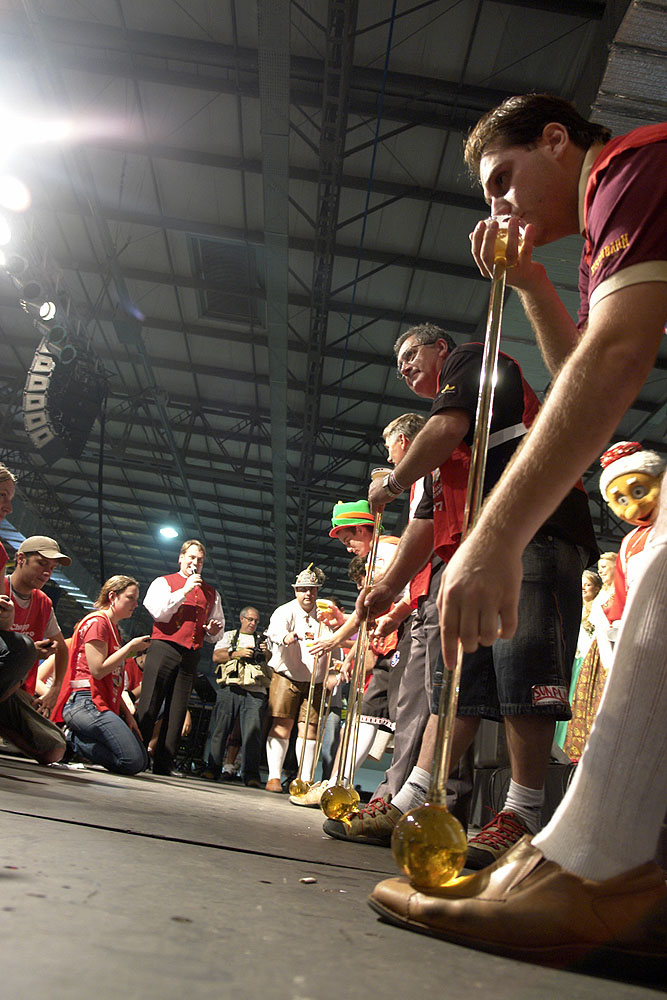
Competidores se preparando para o Concurso Nacional de Tomadores de Chope em Metro

O "Concurso Nacional de Tomadores de Chope em Metro" é um concurso que ocorre durante o evento. Pelas suas regras, o concorrente tem que beber um metro de chope (tulipa de 600 ml), sem babar ou tirar a tulipa da boca, vencendo o que tomar em menos tempo. Cada noite do concurso há um vencedor, e ao final do evento são conhecidos os tomadores de chope que fizeram o menor tempo em todos os dias de competição, nos dois naipes, masculino e feminino.[carece de fontes?]
A partir de 2013, o chope utilizado na competição é sem álcool, pois o objetivo da brincadeira é premiar o mais rápido bebedor, permitindo que todos participem da diversão.[carece de fontes?]

### Cerimônia de Abertura e encerramento
A Oktoberfest ocorre em dois lugares. No centro de Blumenau e na Vila Germânica. No Centro de Blumenau, ocorre os tradicionais desfiles de trajes típicos com carros fazendo alusões a elementos da cultura alemã.
Já na Vila Germânica, as festividades começam com uma cerimônia de abertura na qual é retirada a Caneca de Cristal Oficial do evento fabricada pela Mozart Crystal (única fábrica de cristal da cidade) do quiosque (Krugplatz) onde ela fica exposta e o cortejo dela até o palco principal onde é feito o estouro simbólico do primeiro barril de chopp da festa.

## Público por edição

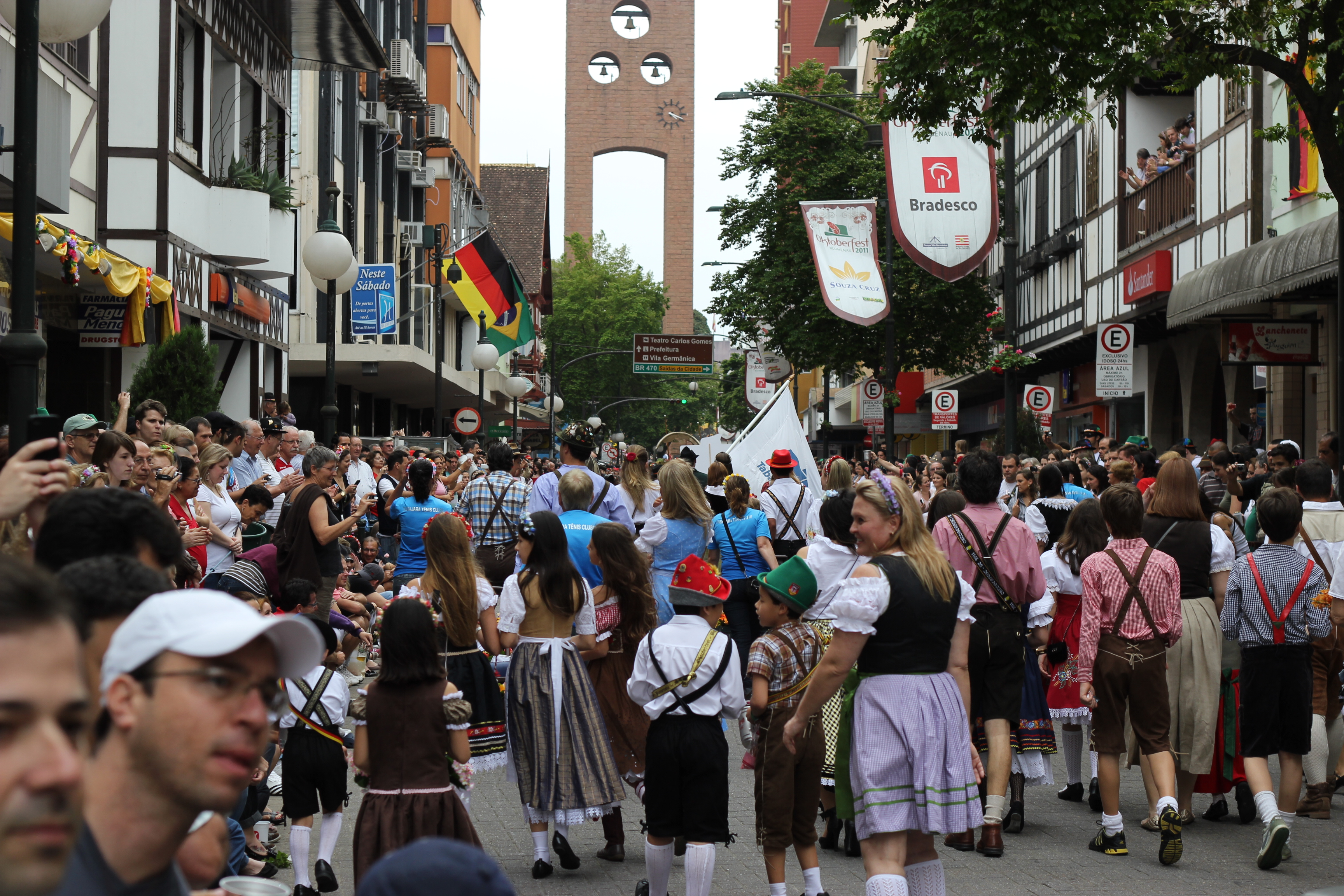
Desfile na rua XV de Novembro

Lista com os números de público e consumo de chope de todas as edições:
| Edição                                                                 | Ano  | Duração   | Público    | Consumo de chope (em l) |
| ---------------------------------------------------------------------- | ---- | --------- | ---------- | ----------------------- |
| 1ª                                                                     | 1984 | 05 a 14   | 102.000    | 103.000                 |
| 2ª                                                                     | 1985 | 04 a 20   | 362.371    | 182.530                 |
| 3ª                                                                     | 1986 | 03 a 19   | 802.230    | 485.855                 |
| 4ª                                                                     | 1987 | 02 a 18   | 874.945    | 560.713                 |
| 5ª                                                                     | 1988 | 07 a 23   | 1.009.057  | 721.652                 |
| 6ª                                                                     | 1989 | 06 a 22   | 954.692    | 765.739                 |
| 7ª                                                                     | 1990 | 05 a 21   | 959.998    | 774.672                 |
| 8ª                                                                     | 1991 | 04 a 20   | 844.255    | 561.774                 |
| 9ª                                                                     | 1992 | 01 a 17   | 1.010.060  | 553.491                 |
| 10ª                                                                    | 1993 | 01 a 17   | 853.000    | 406.814                 |
| 11ª                                                                    | 1994 | 06 a 23   | 827.000    | 501.062                 |
| 12ª                                                                    | 1995 | 05 a 22   | 929.793    | 502.386                 |
| 13ª                                                                    | 1996 | 10 a 27   | 515.213    | 352.293                 |
| 14ª                                                                    | 1997 | 02 a 19   | 500.245    | 290.395                 |
| 15ª                                                                    | 1998 | 08 a 25   | 500.000    | 312.037                 |
| 16ª                                                                    | 1999 | 07 a 24   | 607.417    | 284.571                 |
| 17ª                                                                    | 2000 | 05 a 22   | 616.222    | 290.337                 |
| 18ª                                                                    | 2001 | 04 a 21   | 626.620    | 265.342                 |
| 19ª                                                                    | 2002 | 10 a 26   | 502.937    | 242.654                 |
| 20ª                                                                    | 2003 | 02 a 19   | 605.538    | 263.120                 |
| 21ª                                                                    | 2004 | 07 a 24   | 613.184    | 269.380                 |
| 22ª                                                                    | 2005 | 07 a 23   | 365.288    | 266.811                 |
| 23ª                                                                    | 2006 | 05 a 22   | 602.941    | 370.000                 |
| 24ª                                                                    | 2007 | 04 a 21   | 690.144    | *365.000                |
| 25ª                                                                    | 2008 | 09 a 26   | 594.636    | *373.984                |
| 26ª                                                                    | 2009 | 01 a 18   | 731.934    | *450.514                |
| 27ª                                                                    | 2010 | 07 a 24   | 578.870    | *583.681                |
| 28ª                                                                    | 2011 | 06 a 23   | 563.925    | *626.547                |
| 29ª                                                                    | 2012 | 10 a 28   | 589.351    | *652.000                |
| 30ª                                                                    | 2013 | 03 a 20   | 451.523    | *531.159                |
| 31ª                                                                    | 2014 | 08 a 26   | 458.550    | 573.361                 |
| 32ª                                                                    | 2015 | 07 a 25   | 473.196    | 599.622                 |
| 33ª                                                                    | 2016 | 05 a 23   | 534.806    | 592.142                 |
| 34ª                                                                    | 2017 | 04 a 22   | 568.027    | 612.223                 |
| 35ª                                                                    | 2018 | 03 a 21   | 592.291    | 623.660                 |
| 36ª                                                                    | 2019 | 09 a 27   | 576.560    | 608.068                 |
|                                                                        | 2020 | Cancelada | Cancelada  | Cancelada               |
|                                                                        | 2021 | Cancelada | Cancelada  | Cancelada               |
| 37ª                                                                    | 2022 | 05 a 23   | 634.701    | 683.300                 |
| 38ª                                                                    | 2023 | 04 a 29   | 454.285    | [ nota 1 ]              |
| 39ª                                                                    | 2024 | 09 a 27   | -          | -                       |
| TOTAL                                                                  |      |           | 24.077.805 | 17.201.889              |
| Total de consumo não inclui a venda de garrafas de cervejas importadas |      |           |            |                         |